# LNB Pro B 2020-21
La LNB Pro B 2020-2021 es la 82.ª edición del segundo nivel más alto del campeonato francés de baloncesto, la trigésimo quinta bajo la denominación “Pro B”. Los mejores equipos de la división avanzan a la Jeep Élite la temporada siguiente. Debido a la pandemia de COVID-19 y el consiguiente cese de las competiciones, no se ha realizado ningún ascenso o descenso. Los dieciocho participantes en la competición son, por tanto, los mismos que en la temporada anterior. La competición comenzó el 9 de octubre de 2020 y se extenderá hasta mayo de 2021.

## Equipos temporada 2020-21
| Equipo                             | Ciudad                 |
| ---------------------------------- | ---------------------- |
| Aix Maurienne Savoie Basket        | Aix-les-Bains          |
| Olympique d'Antibes                | Antibes                |
| ADA Blois Basket 41                | Blois                  |
| Denain ASC Voltaire                | Denain                 |
| ALM Évreux Basket                  | Évreux                 |
| Fos Provence Basket                | Fos-sur-Mer            |
| Basket Club Gries Oberhoffen       | Gries                  |
| Lille MBC                          | Lille                  |
| SLUC Nancy                         | Nancy                  |
| Hermine Nantes Atlantique          | Nantes                 |
| Paris Basketball                   | París                  |
| Union Poitiers Basket 86           | Poitiers               |
| UJAP Quimper 29                    | Quimper                |
| Rouen Métropole Basket             | Rouen                  |
| Saint-Chamond Basket               | Saint-Chamond          |
| Saint-Quentin Basket-Ball          | Saint-Quentin          |
| BC Souffelweyersheim               | Souffelweyersheim      |
| JA Vichy-Clermont Métropole Basket | Vichy/Clermont-Ferrand |

## Temporada regular

### Clasificación
|                                                                 | Equipo            | J  | G  | P  | PF   | PC   | DP   |
| --------------------------------------------------------------- | ----------------- | -- | -- | -- | ---- | ---- | ---- |
| 1                                                               | Fos-sur-Mer       | 34 | 23 | 11 | 2816 | 2630 | 186  |
| 2                                                               | Paris             | 34 | 23 | 11 | 2921 | 2608 | 313  |
| 3                                                               | Saint-Quentin     | 34 | 22 | 12 | 2858 | 2693 | 165  |
| 4                                                               | Denain            | 34 | 21 | 13 | 2587 | 2542 | 45   |
| 5                                                               | UJAP Quimper      | 34 | 21 | 13 | 2682 | 2539 | 143  |
| 6                                                               | SLUC Nancy        | 34 | 21 | 13 | 2850 | 2736 | 114  |
| 7                                                               | ADA Blois         | 34 | 20 | 14 | 2690 | 2619 | 71   |
| 8                                                               | Gries             | 34 | 19 | 15 | 2893 | 2858 | 35   |
| 9                                                               | Lille             | 34 | 18 | 16 | 2596 | 2564 | 32   |
| 10                                                              | Nantes            | 34 | 17 | 17 | 2687 | 2645 | 42   |
| 11                                                              | Vichy-Clermont    | 34 | 16 | 18 | 2870 | 2879 | -9   |
| 12                                                              | ALM Évreux        | 34 | 16 | 18 | 2710 | 2784 | -74  |
| 13                                                              | Souffelweyersheim | 34 | 15 | 19 | 2673 | 2675 | -2   |
| 14                                                              | Rouen             | 34 | 13 | 21 | 2708 | 2839 | -131 |
| 15                                                              | Aix-Maurienne     | 34 | 12 | 22 | 2618 | 2777 | -159 |
| 16                                                              | Saint-Chamond     | 34 | 11 | 23 | 2682 | 2851 | -169 |
| 17                                                              | Antibes           | 34 | 10 | 24 | 2501 | 2690 | -189 |
| 18                                                              | Poitiers          | 34 | 8  | 26 | 2524 | 2937 | -413 |
| Fuente: Ligue Nationale de Basket "B"; actualización automática |                   |    |    |    |      |      |      |

Fuente:LNB.fr

## Playoffs de ascenso
|  | Cuartos de final | Cuartos de final  | Cuartos de final |         |    | Semifinales | Semifinales | Semifinales |  |   | Final       | Final | Final |  |
|  |                  |                   |                  |         |    |             |             |             |  |   |             |       |       |  |
|  |                  |                   |                  |         |    |             |             |             |  |   |             |       |       |  |
|  | 1                | Fos-sur-Mer       | 78               |         |    |             |             |             |  |   |             |       |       |  |
|  | 1                | Fos-sur-Mer       | 78               |         |    |             |             |             |  |   |             |       |       |  |
|  | 8                | Souffelweyersheim | 73               |         |    |             |             |             |  |   |             |       |       |  |
|  | 8                | Souffelweyersheim | 73               |         | 1  | Fos-sur-Mer | 76          |             |  |   |             |       |       |  |
|  |                  |                   |                  |         | 1  | Fos-sur-Mer | 76          |             |  |   |             |       |       |  |
|  |                  |                   | 5                | Nancy   | 65 |             |             |             |  |   |             |       |       |  |
|  | 4                | Blois             | 5                | Nancy   | 65 | 86          |             |             |  |   |             |       |       |  |
|  | 4                | Blois             |                  |         |    |             |             |             |  |   |             |       |       |  |
|  | 5                | Nancy             | 107              |         |    |             |             |             |  |   |             |       |       |  |
|  | 5                | Nancy             | 107              |         |    |             |             |             |  | 1 | Fos-sur-Mer | 68    |       |  |
|  |                  |                   |                  |         |    |             |             |             |  | 1 | Fos-sur-Mer | 68    |       |  |
|  |                  |                   | 2                | Quimper | 57 |             |             |             |  |   |             |       |       |  |
|  | 2                | Quimper           | 2                | Quimper | 57 | 74          |             |             |  |   |             |       |       |  |
|  | 2                | Quimper           |                  |         |    |             |             |             |  |   |             |       |       |  |
|  | 7                | Nantes            | 68               |         |    |             |             |             |  |   |             |       |       |  |
|  | 7                | Nantes            | 68               |         | 2  | Quimper     | 89          |             |  |   |             |       |       |  |
|  |                  |                   |                  |         | 2  | Quimper     | 89          |             |  |   |             |       |       |  |
|  |                  |                   | 3                | Paris   | 80 |             |             |             |  |   |             |       |       |  |
|  | 3                | Paris             | 3                | Paris   | 80 | 89          |             |             |  |   |             |       |       |  |
|  | 3                | Paris             |                  |         |    |             |             |             |  |   |             |       |       |  |
|  | 6                | Denain            | 80               |         |    |             |             |             |  |   |             |       |       |  |
|  | 6                | Denain            | 80               |         |    |             |             |             |  |   |             |       |       |  |
|  |                  |                   |                  |         |    |             |             |             |  |   |             |       |       |  |